# Exochus urzus
Exochus urzus là một loài tò vò trong họ Ichneumonidae.